# Він-Умгебунг
Бецирк Він-Умгебунг — округ Австрійської федеральної землі Нижня Австрія. 
Округ поділено на 21 громад:

- Ебергассінг
- Фішаменд
- Габліц
- Герасдорф-бай-Він
- Граматнойзідль
- Гімберг-бай-Він
- Клайн-Нойзідль
- Клоштернойбург
- Ланцендорф
- Леопольдсдорф
- Марія-Ланцендорф
- Мауербах
- Моосбрунн
- Прессбаум
- Пуркерсдорф
- Раухенварт
- Швадорф
- Швехат
- Тулльнербах
- Вольфсграбен
- Цвельфаксінг

## Демографія
Населення округу за роками за даними статистичного бюро Австрії

## Виноски
1. ↑  Statistik Austria. Архів оригіналу за 2 травня 2015. Процитовано 27 червня 2013.

| Австрія | Це незавершена стаття з географії Австрії. Ви можете допомогти проєкту, виправивши або дописавши її. |